# Santa Rosa de Flandes
Santa Rosa de Flandes ist eine Ortschaft und eine Parroquia rural („ländliches Kirchspiel“) im Kanton Naranjal in der ecuadorianischen Provinz Guayas. Die Parroquia besitzt eine Fläche von 115,56 km². Die Einwohnerzahl lag im Jahr 2010 bei 5444. Für 2014 wurde eine Einwohnerzahl von 6326 errechnet.

## Lage
Die Parroquia Santa Rosa de Flandes liegt im Küstentiefland östlich der Großstadt Guayaquil. Der Río Cañar fließt entlang der nördlichen, der Río Naranjal entlang der südlichen Verwaltungsgrenze nach Westen. Im Westen reicht die Parroquia bis zur Ostküste des Golfs von Guayaquil. Die Fernstraße E25 (Milagro–Naranjal) durchquert den Osten der Parroquia. Der Hauptort Santa Rosa de Flandes befindet sich 5,5 km nordwestlich vom Kantonshauptort Naranjal.
Die Parroquia Santa Rosa de Flandes grenzt im Westen und im Nordwesten an das Municipio von Guayaquil, im Norden an die Parroquia Taura, im Osten an die Parroquia Jesús María sowie im Süden an die Parroquia Naranjal.

## Orte und Siedlungen
In der Parroquia gibt es neben dem Hauptort folgende Recintos:
- Buenos Aires
- Cali Cando
- El Campamento
- El Carmen
- El Recreo
- El Salvador
- Nueva Porvenir
- Puerto Arturo
- Puerto Baquerizo
- Puerto Envidia
- Puerto Salvador
- San Pablo
- Santa Fe
- Villanueva

Die größten Orte sind Santa Rosa de Flandes und Villanueva.

## Geschichte
Die Parroquia Santa Rosa de Flandes wurde am 7. November 1960 gemeinsam mit dem Kanton Naranjal gegründet.